# Juan Pierre
Juan D'Vaughn Pierre (né le 14 août 1977 à Mobile, Alabama, États-Unis) est un joueur de baseball qui évolue dans les Ligues majeures de 2000 à 2013. 
Un voltigeur reconnu pour sa vitesse, il était au moment de la retraite le joueur en activité du baseball majeur qui comptait le plus de buts volés en carrière, ses 614 réussites le plaçant au 18e rang de l'histoire de la MLB,. Il a réussi au moins 45 vols de buts par saison à huit reprises. Il est champion voleur de buts dans la Ligue nationale en 2001 et 2003 puis dans la Ligue américaine en 2010. Pierre remporte la Série mondiale 2003 avec les Marlins de la Floride.

## Biographie

### Rockies du Colorado
AJuan Pierre repousse deux fois les offres de contrat de franchises de la MLB en 1995 et 1996 et poursuit des études supérieures à l'université South-Alabama. Il rejoint les rangs professionnels après la draft du 2 juin 1998 au cours de laquelle il est sélectionné par les Rockies du Colorado.
Il passe deux saisons en Ligues mineures avant d'effectuer ses débuts en Ligue majeure le 7 août 2000. Pierre termine sixième du vote désignant la recrue de l'année en Ligue nationale.

### Marlins de la Floride
Pierre est transféré le 16 novembre 2002 chez les Marlins de la Floride à l'occasion d'un échange impliquant plusieurs joueurs.
Il remporte la Série mondiale 2003 avec les Marlins de la Floride et termine dixième du vote désignant le meilleur joueur de l'année en Ligue nationale. Il se classe 16e à ce même challenge en 2004.

### Cubs de Chicago
Un an avant la fin de son contrat, Pierre est échangé le 7 décembre 2005 aux Cubs de Chicago contre Sergio Mitre, Ricky Nolasco et Renyel Pinto. 

### Dodgers de Los Angeles
Devenu agent libre après la saison 2006, il signe le 22 novembre chez les Dodgers de Los Angeles. 

### White Sox de Chicago

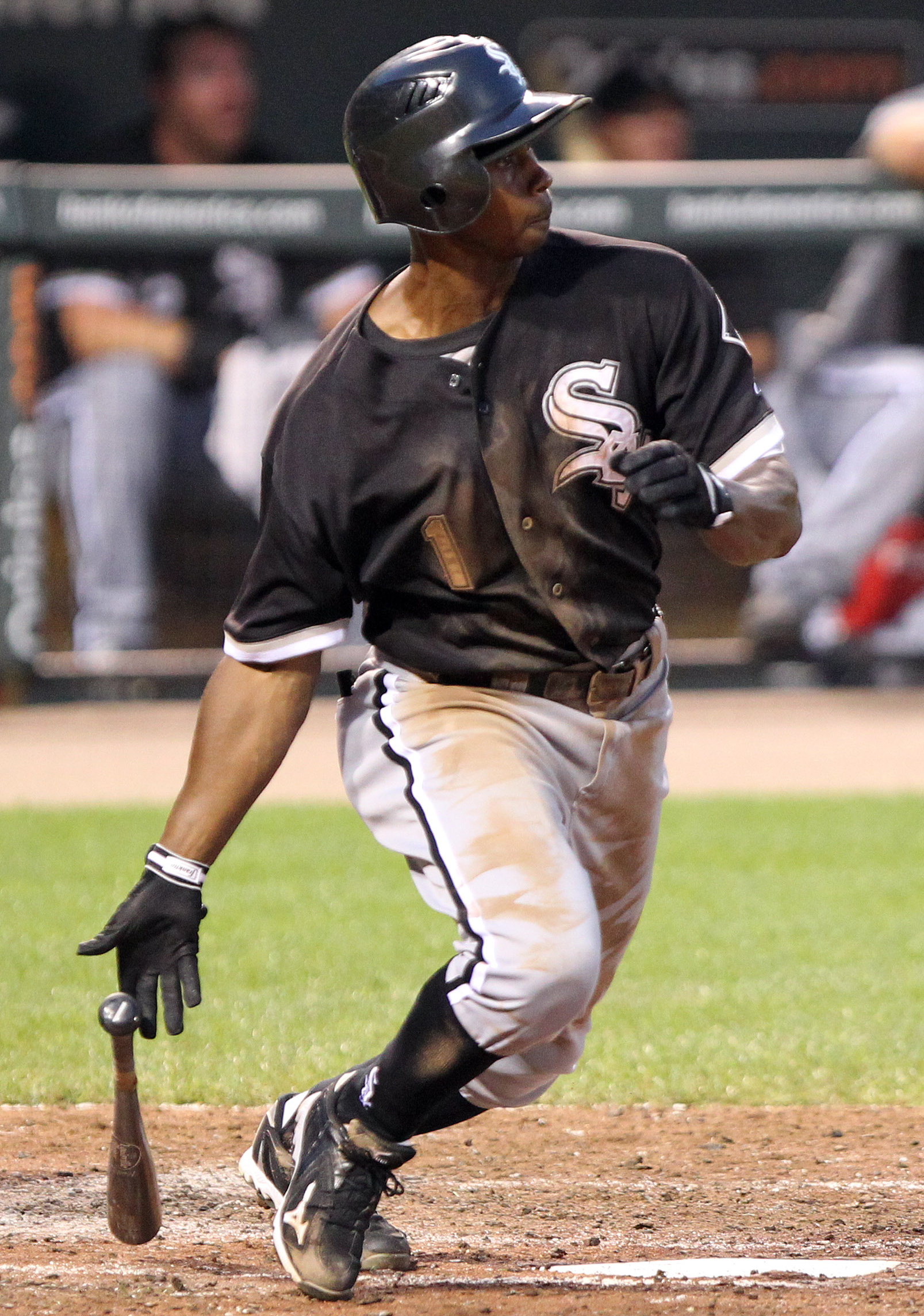
Juan Pierre en août 2011 avec les White Sox de Chicago.

Pierre est échangé aux White Sox de Chicago le 15 décembre 2009 contre deux jeunes espoirs de ligues mineures : les lanceurs droitiers Jon Link et John Ely. À sa première saison à Chicago, il remporte le championnat des voleurs de buts pour la 3e fois de sa carrière, et la première fois en Ligue américaine, avec 68 réussites en 86 essais. Après une première année de 47 points produits, il fait marquer 50 points pour les White Sox en 2011 mais ne vole que 27 buts, en plus d'être le joueur des majeurs le plus souvent retiré en tentative de vol (17 fois).

### Phillies de Philadelphie
Le 27 janvier 2012, Juan Pierre signe un contrat des ligues mineures avec les Phillies de Philadelphie. Pierre connaît une bonne saison avec les Phillies : il frappe pour ,307 en 130 parties jouées et vole 37 buts en 44 tentatives.

### Marlins de Miami
Le 19 novembre 2012, Pierre retourne avec l'une de ses anciennes équipes. Il signe un contrat d'un an avec les Marlins de Miami.
Il réussit le 2 mai 2013 contre son ancien club, Philadelphie, son 600e but volé en carrière et devient le 14e joueur de l'histoire des majeures à atteindre ce nombre.
Pierre termine la saison 2013 avec une moyenne au bâton de ,247 et une moyenne de présence sur les buts de ,284. Il s'agit de ses pires performances en carrière dans les deux cas. En 113 matchs joués, il récolte 76 coups sûrs dont un circuit, marque 36 fois et réussit 23 buts volés en 29 tentatives. 
Sans contrat en 2014, Pierre annonce sa retraite sportive le 27 février 2015, se disant heureux après 14 ans dans les majeures d'être désormais un père au foyer.

## Statistiques
| Saison | Équipe       | G    | AB   | R   | H    | 2B  | 3B | HR | RBI | SB  | BA    |
| ------ | ------------ | ---- | ---- | --- | ---- | --- | -- | -- | --- | --- | ----- |
| 2000   | Colorado     | 51   | 200  | 26  | 62   | 2   | 0  | 0  | 20  | 7   | 0,310 |
| 2001   | Colorado     | 156  | 617  | 108 | 202  | 26  | 11 | 2  | 55  | 46  | 0,327 |
| 2002   | Colorado     | 152  | 592  | 90  | 170  | 20  | 5  | 1  | 35  | 47  | 0,287 |
| 2003   | Floride      | 162  | 668  | 100 | 204  | 28  | 7  | 1  | 41  | 65  | 0,305 |
| 2004   | Floride      | 162  | 678  | 100 | 221  | 22  | 12 | 3  | 49  | 45  | 0,326 |
| 2005   | Floride      | 162  | 656  | 96  | 181  | 19  | 13 | 2  | 47  | 57  | 0,276 |
| 2006   | Chicago Cubs | 162  | 699  | 87  | 204  | 32  | 13 | 3  | 40  | 58  | 0,292 |
| 2007   | LA Dodgers   | 162  | 668  | 96  | 196  | 24  | 8  | 0  | 41  | 64  | 0,293 |
| 2008   | LA Dodgers   | 119  | 375  | 44  | 106  | 10  | 2  | 1  | 28  | 40  | 0,283 |
| 2009   | LA Dodgers   | 145  | 380  | 57  | 117  | 16  | 8  | 0  | 31  | 30  | 0,308 |
| 2010   | Chicago WS   | 160  | 651  | 96  | 179  | 18  | 3  | 1  | 47  | 68  | 0,275 |
| Totaux | Totaux       | 1593 | 6184 | 900 | 1842 | 217 | 82 | 14 | 434 | 527 | 0,298 |

| Saison | Équipe     | G  | AB | R  | H  | 2B | 3B | HR | RBI | SB | BA    |
| ------ | ---------- | -- | -- | -- | -- | -- | -- | -- | --- | -- | ----- |
| 2003   | Floride    | 17 | 73 | 12 | 22 | 4  | 2  | 0  | 7   | 3  | 0,301 |
| 2008   | LA Dodgers | 2  | 4  | 2  | 2  | 1  | 0  | 0  | 0   | 0  | 0,500 |
| 2009   | LA Dodgers | 7  | 2  | 2  | 0  | 0  | 0  | 0  | 0   | 0  | 0,000 |
| Totaux | Totaux     | 26 | 79 | 16 | 24 | 5  | 2  | 0  | 7   | 3  | 0,304 |

Note : G = Matches joués ; AB = Passages au bâton; R = Points ; H = Coups sûrs ; 2B = Doubles ; 3B = Triples ; 
HR = Coup de circuit ; RBI = Points produits ; SB = Buts volés ; BA = Moyenne au bâton.